# Гарден, Бланш
Бланш Гарден (фр. Blanche Gardin, (французское произношение: [blɑ̃ʃ ɡaʁdɛ̃]; род. 3 апреля 1977, Сюрен) — французская актриса и сценарист, стендап-комик, режиссёр.

## Карьера
Гарден имеет степень магистра социологии Университета Западный Париж — Нантер-ля-Дефанс.
Широкой публике она стала известна благодаря участию в «Комедийном шоу Жамеля Деббуза» и роли Элен в телесериале «Работящие девчонки» на Canal +, а затем стала популярной благодаря своим стендап-шоу. В 2009 году снялась в клипе певицы Анаис Крозе J’sais pas. Два года подряд она выиграла премию Molière de l’humour лучшему комику Франции за свои шоу «Я говорю сама с собой» и «Спокойной ночи с Бланш» в 2018 и 2019 годах, причём в 2018 году она вручала награду сама себе. В качестве сценариста Гарден, в частности, стала соавтором юмористического сериала «Руководство для родителей», транслировавшейся на канале France 2.
3 апреля 2019 года она отказалась быть награждённой орденом Искусств и литературы, что был пожалован ей министром культуры Франком Ристером, сказав: «Я смогу получить награду только от правительства, которое выполняет свои обещания и делает всё возможное, чтобы убрать бездомных с улиц».
В 2020 году была отмечена призом жюри Международного кинофестиваля в Лиссабоне и Эшториле за исполнение главной роли в фильме «Удалить историю».

## Личная жизнь
С 2018 года она состоит в отношениях с американским актёром Луи Си Кеем, которого публично поддержала после обвинений в сексуальных домогательствах.

## Избранная фильмография
- Исходное положение — Коринн (2011)
- Короче — Кати (2011)
- Я объявляю войну — регистратор в больнице (2011)
- Притворись моим парнем — фотограф (2013)
- Удалить историю — Мари Деу (2020)
- Суперзвезда — Лу (2021)
- Все любят Жанну — Жанна (2022)
- Книга решений — Шарлотт (2023)